# Nikolaï Karatchentsov
Nikolaï Petrovitch Karatchentsov (en russe : Николай Петрович Караченцов), né le 27 octobre 1944 à Moscou et mort le 26 octobre 2018 dans la même ville, est un acteur soviétique puis russe de théâtre et de cinéma, Artiste du peuple de la RSFSR en 1989.

## Biographie

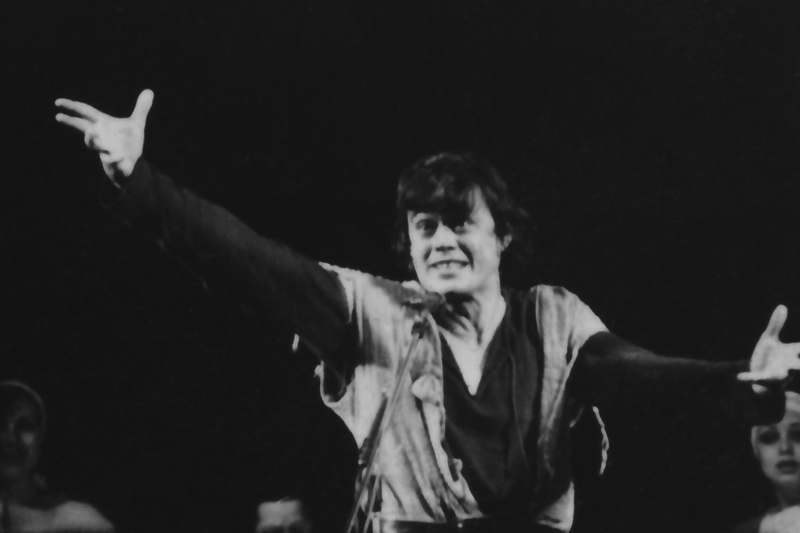
Nikolaï Karatchentsov en tournée théâtrale à Chișinău en 1972.

En 1967, Nikolaï Karatchentsov sort diplômé de l'École-studio du Théâtre d'Art Académique de Moscou où il a suivi les cours de Viktor Monioukov (ru) puis est membre de la troupe du Théâtre de Komsomol de Moscou (rebaptisé en 1991 Théâtre du Lenkom). Il y joue dans des productions célèbres comme l'opéra rock L'Étoile et la mort de Joaquin Murieta d'Alexeï Rybnikov.  En 1974, il a tenu le rôle-titre de Till l'Espiègle dans la pièce Till et, en 1980, il était la vedette de l'opéra rock Junon et Avos (en) dans le rôle du comte Rezanov de 1981 à 2005.
Le 28 février 2005, se rendant à Moscou après avoir appris la mort de sa belle-mère, il perd le contrôle de son véhicule, percute un poteau d'éclairage public et reste dans le coma un mois. Il remonte sur scène en 2007, mais est toujours gravement handicapé, il connaît notamment des troubles de la parole et de l'élocution. 
En septembre 2017, on lui diagnostique un cancer inopérable dans le poumon gauche.
Début octobre 2018, il est hospitalisé au 62e hôpital d'oncologie de Moscou. Nikolaï Karatchentsov est mort le 26 octobre 2018 d'une insuffisance rénale. L'acteur est inhumé au Cimetière Troïekourovskoïe.

## Filmographie partielle
- 1975 : Le Fils aîné (Старший сын, Starchy syn) de Vitali Melnikov : Vladimir Boussyguine
- 1976 : Romance sentimentale (Сентиментальный роман) de Igor Maslennikov :  frère de Zoya
- 1976 : Les Douze Chaises (12 стульев) de Mark Zakharov (série télévisée)
- 1977 : Le Chien du jardinier (Собака на сене) de Yan Frid : marquis Ricardo
- 1978 (1988) : Erreurs de jeunesse (Ошибки юности) de Boris Frumin
- 1979 : Sherlock Holmes et le docteur Watson (Шерлок Холмс и доктор Ватсон) d'Igor Maslennikov (téléfilm) : Gefferson Hopp
- 1979 : Les Aventures d'Elektronik (Приключения Электроника) d'Konstantin Bromberg : Ourri
- 1979 : Yaroslavna, Reine de France (Ярославна, королева Франции) de Igor Maslennikov : Iaroslav le Sage
- 1987 : L'Homme du boulevard des Capucines (Человек с бульвара Капуцинов) d'Alla Sourikova : Billy King
- 1990 : Déjà vu (Wiza na 48 godzin) de Juliusz Machulski : Mick
- 1996 : La Reine Margot (Королева Марго, Koroleva Margo) d'Alexandre Mouratov (ru) : De Mui
- 2006 : Le Don paisible (Quiet Flows the Don, mini-série) de Serge Bondartchouk : Chtcheglov

### Doublage
- 1981 : Le Chien botté (Пёс в сапогах) de Efim Gamburg : Le Chien (D'Artagnan)

## Récompenses
- Artiste émérite de la RSFSR (1977)
- Ordre de l'Honneur (1997)
- Prix d'État de la fédération de Russie (2003)
- Ordre du Mérite pour la Patrie de 4e classe (2009)